# Cộng hòa Albania (1925–1928)
Cộng hòa Albania (tiếng Albania: Republika Shqiptare) là tên chính thức của Albania từ năm 1925. Albania tuyên bố là một quốc gia quân chủ lập hiến vào năm 1928. Khi mới thành lập, Vương quốc Ý yêu cầu trở thành đồng minh với nước cộng hòa này. Điều này thực hiện với mục đích chủ yếu để tăng ảnh hưởng của Ý ở khu vực Balkan, cũng như củng cố an ninh của Ý và Albania trong việc tranh chấp lãnh thổ với Cộng hòa Hy Lạp và Vương quốc Nam Tư.